# أثل رباعي الأخبية
الأَثل رباعي الأخبية (باللاتينية: Tamarix tetragyna) نوع نباتي يتبع جنس الأثل من الفصيلة الطرفاوية.

## الموئل والانتشار
موطن الأثل رباعي الأخبية بلاد الشام ومصر.